# Mordet på Orientexpressen
För andra betydelser, se Mordet på Orientexpressen (olika betydelser).
Mordet på Orientexpressen (originaltitel Murder on the Orient Express) är en pusseldeckare av Agatha Christie från 1934 med den belgiske detektiven Hercule Poirot i huvudrollen. Den publicerades första gången i Storbritannien av 1 januari 1934. I USA publicerades romanen 28 februari 1934 med titeln Murder in the Calais Coach.
1930-talets eleganta tåg Orientexpressen stoppas av ett kraftigt snöfall. Ett mord uppdagas och Poirots resa hem till London från Mellanöstern avbryts för att lösa fallet. De inledande kapitlen i romanen utspelar sig huvudsakligen i Istanbul. Resten av romanen utspelar sig i Jugoslavien med tåget insnöat mellan Vinkovci och Brod.
Den amerikanska titeln Murder in the Calais Coach användes för att undvika förväxling med Graham Greenes roman Stamboul Train från 1932, som hade publicerats i USA som Orientexpressen.

## Handling
Efter att ha tagit Taurus Express från Aleppo till Istanbul anländer privatdetektiven Hercule Poirot till Tokatlian Hotel, där han får ett telegram som uppmanar honom att återvända till London. Han instruerar portieren att boka en förstaklasskupé på Orientexpressen genom Simplonpasset som avgår samma kväll. Trots att tåget är fullbokat får Poirot en andraklassplats genom ingripande av vännen, belgiske kollegan och medpassageraren Monsieur Bouc, chef för tågoperatören Compagnie Internationale des Wagons-Lits (CIWL). Andra passagerare inkluderar den amerikanska änkan Caroline Hubbard, den engelska guvernanten Mary Debenham, den svenska missionären Greta Ohlsson, den amerikanske affärsmannen Samuel Ratchett tillsammans med sin sekreterare/översättare Hector MacQueen och sin engelske betjänt Edward Henry Masterman, den italiensk-amerikanske bilförsäljare Antonio Foscarelli, den ryska storfurstinnan Natalia Dragomiroff och hennes tyska kammarjungfru Hildegarde Schmidt, den ungerske greven Rudolph Andrenyi och hans hustru Elena, den engelske översten John Arbuthnot, den amerikanske försäljaren Cyrus B. Hardman; och den grekiske läkaren Stavros Constantine.
Ratchett har fått ta emot dödshot. Han känner igen Poirot och försöker anställa honom för att få skydd. Poirot, som känner motvilja mot Ratchett, vägrar och säger till honom: "Jag kommer inte att ta dig an ditt fall eftersom jag inte tycker om ditt ansikte." Bouc har tagit den sista förstaklasskabinen, men den första morgonen ordnar han så att han kan flytta till en annan vagn och ger Poirot sin plats. Samma natt observerar Poirot några märkliga händelser. Tidigt på morgonen väcks han av ett skrik från Ratchetts kupé intill. Pierre Michel, tågets konduktör, knackar på Ratchetts dörr, men en röst inifrån svarar: "Ce n'est rien. Je me suis trompé." ("Det är ingenting. Jag misstog mig.") Hubbard ringer på sin klocka och berättar för Michel att en man passerat genom hennes rum. När Poirot ringer på sin klocka för att hämta vatten informerar Michel honom om att tåget har fastnat i en snödriva mellan Vinkovci och Brod innan han hör en hög duns intill. Han iakttar en kvinna i röd kimono som går mot toaletten och somnar sedan.
Nästa morgon när tåget fortfarande står stilla informerar Bouc Poirot om att Ratchett har mördats och att mördaren fortfarande är ombord och inte har någon möjlighet att fly i snön. Eftersom det inte finns några poliser ombord tar Poirot sig an fallet. Med hjälp av Dr. Constantine undersöker Poirot Ratchetts kropp och kupé och upptäcker följande: kroppen har tolv knivhugg, fönstret hade lämnats öppet, en näsduk med initialen "H", en piprensare, en platt tändsticka som skiljer sig från de Ratchett använde, och en förkolnad papperslapp med "minns lilla Daisy Armstrong" skrivet på den.
Papperslappen hjälper Poirot att lista ut mördarens motiv. Många år tidigare kidnappade den amerikanske gangstern Cassetti treåriga Daisy Armstrong. Cassetti samlade in en betydande lösensumma från den rika Armstrong-familjen och avslöjade sedan att han redan hade dödat barnet. Sonia Armstrong, Daisys mamma, som var gravid med sitt andra barn, fick för tidiga värkar när hon hörde nyheten och dog tillsammans med barnet. Hennes sörjande make överste Armstrong sköt sig själv och Daisys franska barnsköterska Susanne anklagades för att ha hjälpt Cassetti och tog livet av sig bara för att senare befinnas oskyldig. Cassetti flydde rättvisan genom korruption och juridiska teknikaliteter och flydde landet. Poirot drar slutsatsen att Ratchett i själva verket var Cassetti. Den som hade svarat konduktören var inte Ratchett eftersom Ratchett inte talade franska.
När Poirot börjar intervjua alla på tåget upptäcker han att MacQueen är direkt inblandad eftersom han känner till Armstrong-anteckningen och tror att den förstördes och att Hubbard tror att mördaren var i hennes hytt. Medan passagerarna och Pierre alla ger varandra lämpliga alibi noterar Poirot att några av dem observerade kvinnan i den röda kimonon gå i korridoren på mordkvällen. Ingen erkänner dock att de äger en röd kimono. Hubbard lät Ohlsson låsa dörren mellan sin kupé och Cassettis, vilket ogiltigförklarar hennes berättelse om mannen i hennes kupé, och Schmidt stötte ihop med en främling som bar en Wagons-Lits-uniform. Miss Debenham avslöjar oavsiktligt att hon har varit i Amerika tvärtemot vad hon tidigare sagt och Ohlsson visar mycket känslor när ämnet Daisy kommer på tal, vilket orsakar ytterligare misstankar. Arbuthnot påpekar att Cassetti borde ha befunnits skyldig i en andra rättegång istället för att mördas och Hardman erkänner att han i själva verket är en privatdetektiv från MacNeil Agency som ombads att se upp för en lönnmördare som förföljde Cassetti.
När Poirot inspekterar passagerarnas bagage upptäcker han till sin förvåning att etiketten på grevinnan Andrenyis bagage är blöt och att hennes pass är fläckigt, Schmidts väska innehåller uniformen i fråga och Poirots eget bagage innehåller den röda kimonon som nyligen gömts där. Hubbard hittar själv mordvapnet gömt i sin necessär. Poirot träffar Dr. Constantine och Bouc för att gå igenom fallet och ta fram en lista med frågor. Med dessa och bevisen i åtanke tänker Poirot på fallet och går in i ett transliknande tillstånd. När han kommer upp till ytan från den härleder han lösningen.
Han kallar in de misstänkta och avslöjar deras sanna identiteter och att de alla var kopplade till Armstrong-tragedin på något sätt, och samlar dem i restaurangvagnen för den andra lösningen. Grevinnan Andrenyi (född Goldenberg) är Helena, Daisys moster, som själv var ett barn vid tiden för tragedin. Rudolph, hennes kärleksfulle make, smetade ut hennes bagageetikett och dolde hennes namn för att dölja hennes identitet. Debenham var Helenas och Daisys guvernant; Foscarelli var Armstrongs chaufför och misstänkt för kidnappningen. Masterman var överste Armstrongs betjänt; Michel är Susannes pappa och den person som införskaffat den falska andra uniformen; Hubbard är i själva verket skådespelerskan Linda Arden (Daisys mormor och Sonias och Helenas mamma); Schmidt var Armstrongs kock; Ohlsson var Daisys sköterska. Storfurstinnan Dragomiroff, som i själva verket är Sonias gudmor, gör anspråk på näsduken med monogram och säger att hennes förnamn är Natalia, och att "H" i själva verket är den kyrilliska bokstaven "N". Arbuthnot är där å Debenhams vägnar och för sin egen, eftersom han var personlig vän till överste Armstrong. Hardman är en före detta polis som erkänner att han var kär i Susanne, och MacQueen, som hade känslor för Sonia, var son till advokaten som representerade Armstrongs. De enda passagerarna som inte var inblandade i mordet är Bouc och Dr. Constantine, som båda hade sovit i den andra vagnen, som var låst.
Poirot föreslår två möjliga lösningar, den ena mycket enklare än den andra, och råder dem att överväga båda på allvar. Den första är att en främling gick ombord på tåget när det stannade i Vinkovci, dödade Cassetti till följd av en maffiafejd och klev av med stor risk genom snön. Det andra är att alla ledtrådar utom näsduken och piprensaren planterades och att Michel och alla passagerarna i vagnen, utom Helena, knivhögg Cassetti i egenskap av sin egen jury. Arden erkänner allt och erbjuder sig att ta ansvar eftersom hon var hjärnan. Bouc och Dr. Constantine bestämmer sig dock för att den första lösningen ska vidarebefordras till polisen. Poirot drar sig tillbaka från fallet.

## Huvudkaraktärer
- Hercule Poirot, belgisk detektiv
- Mr. Samuel Ratchett/Cassetti, amerikansk industrimagnat och gangster som kidnappade och mördade treåriga Daisy Armstrong.
- Hector Willard MacQueen, Ratchetts amerikanske sekreterare och översättare, vars far var Armstrongs advokat.
- Edward Henry Masterman, Ratchetts engelske betjänt, en fjär och högdragen man, som var överste Armstrongs kalfaktor i kriget och betjänt i New York.
- Överste John Arbuthnot, Överste Armstrongs engelske bästa vän som är förälskad i Mary Debenham.
- Mrs. Caroline Martha Hubbard, den amerikanska skådespelerskan Linda Arden, som också visar sig vara Daisy Armstrongs mormor.
- Grevinnan Elena Andrenyi, gift med Rudolph Andrenyi, Sonia Armstrongs syster, känd som den enda av de tretton misstänkta som inte deltog i mordet.
- Greve Rudolph Andrenyi, ungersk greve, gift med Elena Andrenyi som tog sin hustrus plats som den tolfte mördaren.
- Natalia Dragomiroff, rysk storfurstinna som till slut visar sig vara Sonia Armstrongs gudmor.
- Miss Mary Debenham, brittisk sekreterare och guvernant som återvänt från Bagdad och tidigare var Daisy Armstrongs guvernant.
- Fräulein Hildegarde Schmidt, Storfurstinnan Dragomiroffs tyska hembiträde som tidigare var Armstrongs kock.
- Antonio Foscarelli, en italiensk-amerikansk bilförsäljare som tidigare var Armstrongs chaufför och hade älskat lilla Daisy.
- Fröken Greta Ohlsson, svensk missionär som tidigare var Daisy Armstrongs sköterska.
- Pierre Michel, den franske tågkonduktören och far till Daisy Armstrongs barnsköterska, Susanne, som tog livet av sig efter att ha blivit falskt anklagad för att ha hjälpt Cassetti.
- Cyrus Hardman, en amerikansk före detta polis som var förälskad i Daisy Armstrongs franska barnkammarjungfru, Susanne, som tog livet av sig efter att ha blivit falskt anklagad för att ha hjälpt Cassetti.
- M. Bouc, belgisk bekant till Poirot och direktör för Compagnie Internationale des Wagons-Lits.
- Dr. Stavros Constantine, en grekisk läkare, som efter mordet bestämmer Ratchetts dödstid.

## Litterär betydelse och mottagande
The Times Literary Supplement den 11 januari 1934 beskrev handlingen och drog slutsatsen att "De små grå cellerna löser än en gång det till synes olösliga. Mrs Christie gör en osannolik berättelse mycket verklig och håller sina läsare trollbundna och gissande till slutet."
I The New York Times Book Review den 4 mars 1934 skrev Isaac Anderson: "Den store belgiske detektivens gissningar är mer än sluga; De är helt enkelt mirakulösa. Även om både mordkomplotten och lösningen gränsar till det omöjliga, har Agatha Christie lyckats få dem att framstå som ganska övertygande för tillfället, och vad mer än det kan en deckarmissbrukare önska sig?"
Recensenten i The Guardian den 12 januari 1934 noterade att mordet skulle ha varit "perfekt" (det vill säga ett perfekt brott) om Poirot inte hade varit med på tåget och råkade också höra ett samtal mellan Miss Debenham och överste Arbuthnot innan han gick ombord; Men Poirots "små grå celler" fungerade utmärkt, och lösningen överraskade deras ägare lika mycket som den mycket väl kan överraska läsaren, för hemligheten är väl bevarad och sättet att berätta är på Mrs Christies vanliga beundransvärda sätt."
Robert Barnard sa att denna roman var "Den bästa av järnvägshistorier. Orientexpressen, som är insnöad i Jugoslavien, är den perfekta "stängda" uppställningen för en klassisk övning i detektion, såväl som en ursäkt för en internationell rollista. Innehåller min favoritreplik i alla Christie: "Stackars varelse, hon är svensk." Oklanderligt ledtråd, med en smart användning av det kyrilliska alfabetet (jfr De två ledtrådarna). Lösningen väckte Raymond Chandlers ilska, men kommer inte att störa någon som inte insisterar på att hans detektivromaner speglar verkliga brott."  Referensen till Chandlers kritik av Christie finns i hans essä The Simple Art of Murder. 1995 inkluderades romanen i Mystery Writers of Americas lista över de 100 bästa mysterieromanerna genom tiderna. I december 2014 inkluderades romanen i Entertainment Weeklys lista över de Nio stora Christie-romanerna.